# École des mines, de l'industrie et de la géologie
L’École des mines, de l'industrie et de la géologie de Niamey (EMIG) est une institution d'enseignement supérieur nigérienne vouée à la formation d'ingénieurs et de techniciens. Les disciplines enseignées sont variées et couvrent des besoins du secteur public et privé ouest-africain : génie minier, géologie, génie civil, informatique industrielle.
L'EMIG placée sous la tutelle du Ministère des Enseignements Supérieur de la Recherche et L'innovation de la République du Niger. Les bâtiments de l'EMIG sont situés sur la rive droite du fleuve Niger à Niamey, près de l'université Abdou Moumouni. Grand de 20 ha le campus inclut des laboratoires, des salles de cours, des terrains de sport, des résidences étudiantes et un restaurant. Les activités du lycée d'excellence de Niamey se déroulent également sur le campus de l'EMIG.
L'EMIG a vu le jour en 1982 en tant qu'institution internationale sous l'égide de la Communauté Économique des États de l’Afrique de l’Ouest (CEDEAO). Les premiers étudiants sont arrivés en janvier 1990. En juillet 1995, l'EMIG a été rétrocédé au Niger. L'EMIG accueille cependant toujours de nombreux étudiants d'autres pays africains : En 2010, 13 % des étudiants de l'EMIG n'étaient pas de nationalité nigérienne. 
L'EMIG connait actuellement une forte progression : de moins de 70 étudiants en 1996 à plus de 350 en 2010. 

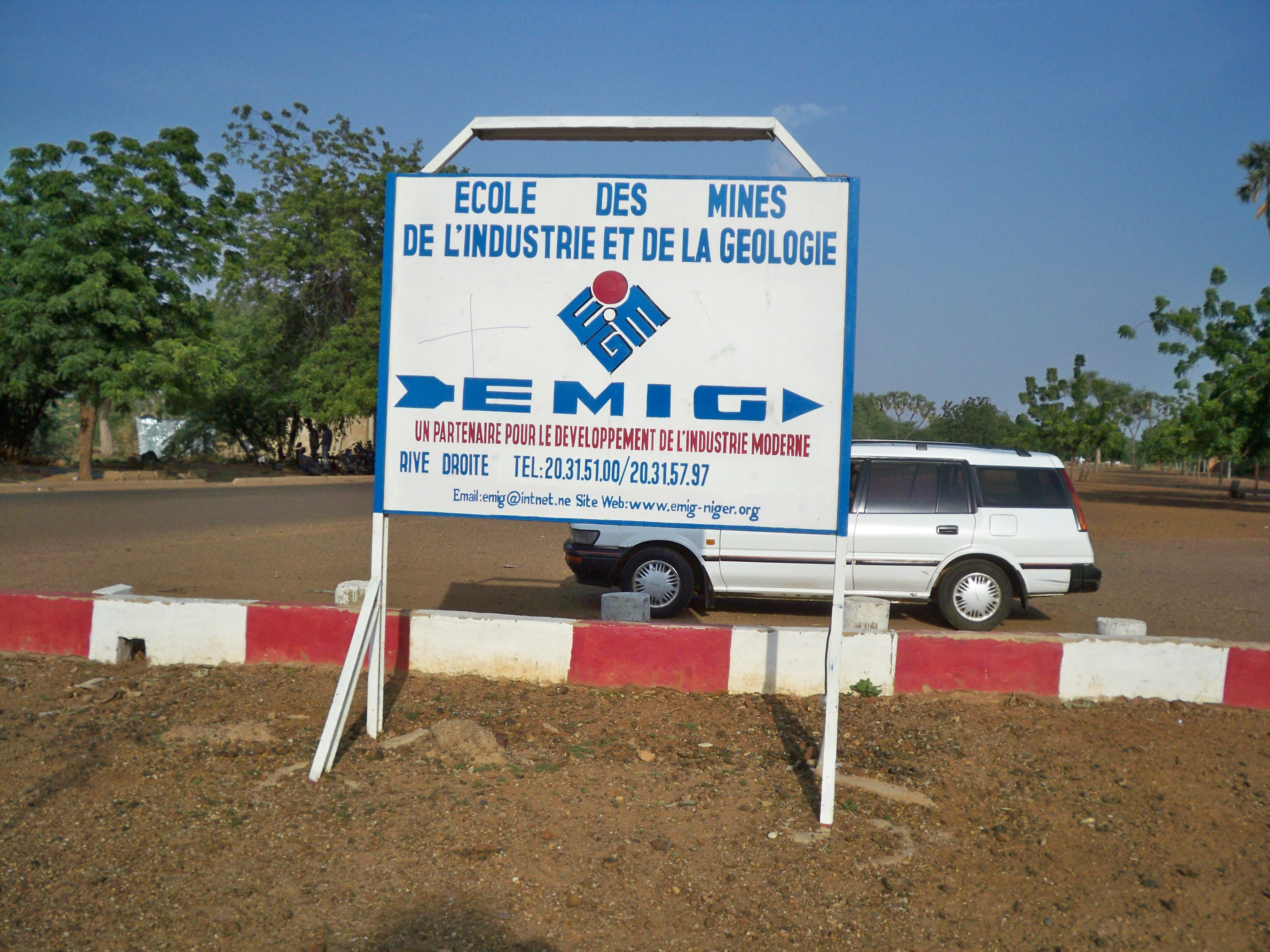
Panneau à l'entrée du campus de l'EMIG